# Kike Santander
Flavio Enrique Santander Lora (Cali; 11 de mayo de 1960), más conocido como Kike Santander, es un compositor y productor discográfico Colombiano, una de las figuras más reconocidas de la música latina.

## Biografía
Nació en la ciudad de Cali, Colombia, en una familia consagrada a la música. Desde la infancia se interesó por la música; apenas aprendió a caminar cuando «compuso» su primera canción. Su padre era cantante, y con su hermano, Gustavo, aprendió a tocar varios instrumentos, como la guitarra, el acordeón, armonio, piano e instrumentos  de percusión. Fue estudiante del Colegio Berchmans en Cali.
Sus raíces culturales y musicales están en su ciudad natal, donde logró sus primeros éxitos como compositor. Estudió música en el conservatorio de la ciudad, luego en 1978 ingresó en la Universidad del Valle para estudiar medicina, donde se graduó como médico cirujano en 1985. No obstante, nunca llegó a ejercer esta profesión, pues eligió definitivamente la carrera musical.
En 1987 se trasladó a Miami para buscar nuevas oportunidades como compositor, arreglista, productor y empresario. Aunando fuerzas con el también reconocido músico cubano, Emilio Estefan, trabajaron con artistas latinos de tanto renombre como Gloria Estefan, ganadora de múltiples Grammy Latinos, o la mexicana Thalía de discos multiplatino, componiéndole temas de éxito internacional como Piel morena, Por amor, Noches sin luna, Mujer latina y la famosa canción de su telenovela, Rosalinda.
En 1997 compuso seis canciones para el álbum Me estoy enamorando del cantante mexicano Alejandro Fernández, del que se vendieron más de tres millones. Por ese tiempo se convirtió en uno de los compositores latinos más reconocidos trabajando con artistas de la talla de Carlos Santana, Luis Miguel, Marc Anthony, Jennifer Lopez, Gloria Estefan, Chayanne, Thalía, Diego Torres, Natalia Oreiro, David Bisbal, Alejandro Fernández, Cristian Castro, Rocío Dúrcal, Olga Tañón, Yolandita Monge, David Bustamante, Ricardo Montaner, Carlos Ponce y Luis Fonsi,entre otros. En 2004 compuso Para llenarme de ti, que representó a España en el Festival de la Canción de Eurovisión en Estambul.
En 2002 fue nombrado presidente de la Academia Latina de Artes y Ciencias de la Grabación, y se involucró mucho con el programa español de enorme éxito Operación Triunfo, llegando a producir el disco Corazón latino de David Bisbal, el más exitoso álbum surgido de la generación de la primera edición del programa. Posteriormente, sustituiría a Nina como director de la academia del programa entre 2005 y 2006.
Santander, también fue productor del himno del Colegio Encuentros, en Cali, Colombia, una de las instituciones privadas más importantes del suroccidente colombiano y considerado por muchos como el mejor colegio del país en aplicar el Modelo Educativo Etievan. En Encuentros, Santander, junto a Nathalie de Salzmann de Etievan, fundadora del colegio y creadora del Modelo Educativo Etievan (M.E.ET. por sus siglas), compusieron el himno "Juntos Lograremos", himno que sigue siendo considerado como uno de los mejores a nivel de musicalización entre los colegios privados de Colombia.
En su país natal, Colombia fue asesor de voces del equipo del también cantante Andrés Cepeda en 2013 en el programa de formato internacional La voz en las versiones adultas colombianas.
Entre los premios y reconocimientos que ha ganado, se cuentan Premios Grammy, Billboard, el Premio Lo Nuestro, los Premios TV y Novelas, Heraldos y BMI.
Está casado con Adriana López y con ella tienen tres hijos: Alejandro, Andrea y Sebastián.

## Filmografía
- Yo soy Betty, la fea. Telenovela (1999).
- Operación Triunfo (España). Talent Show - Director de la Academia (2005 y 2006).
- La voz Colombia. Talent Show - Asesor (2013).
- A otro nivel. Talent Show - Jurado (2016 y 2017).

## Colaboraciones como productor y compositor
Ha colaborado con cantantes como:
- Alejandro Fernández (México)
- Cristian Castro (México)
- Gloria Estefan (Cuba/USA)
- Thalía (México)
- Carlos Santana (México)
- Luis Miguel (México)
- Marc Anthony (Puerto Rico/USA)
- Jennifer Lopez (USA)
- Diego Torres (Argentina)
- Chayanne (Puerto Rico/USA)
- Natalia Oreiro (Uruguay)
- David Bisbal (España)
- Soraya Arnelas (España)
- Rocío Dúrcal (España)
- Olga Tañón (Puerto Rico)
- David Bustamante (España)
- Ricardo Montaner (Venezuela)
- Carlos Ponce (Puerto Rico/USA)
- Luis Fonsi (Puerto Rico/USA)
- Davi Wornel (Italia-Los Ángeles)
- Alejandro Sanz (España)
- Sin Bandera (México - USA)
- NIA (España)
- Chenoa (España)
- Myriam Hernández (Chile)
- Yolandita Monge (Puerto Rico/USA)
- Tony Neef (Países Bajos)
- Jeroen van der Boom (Países Bajos)